# André Höhl

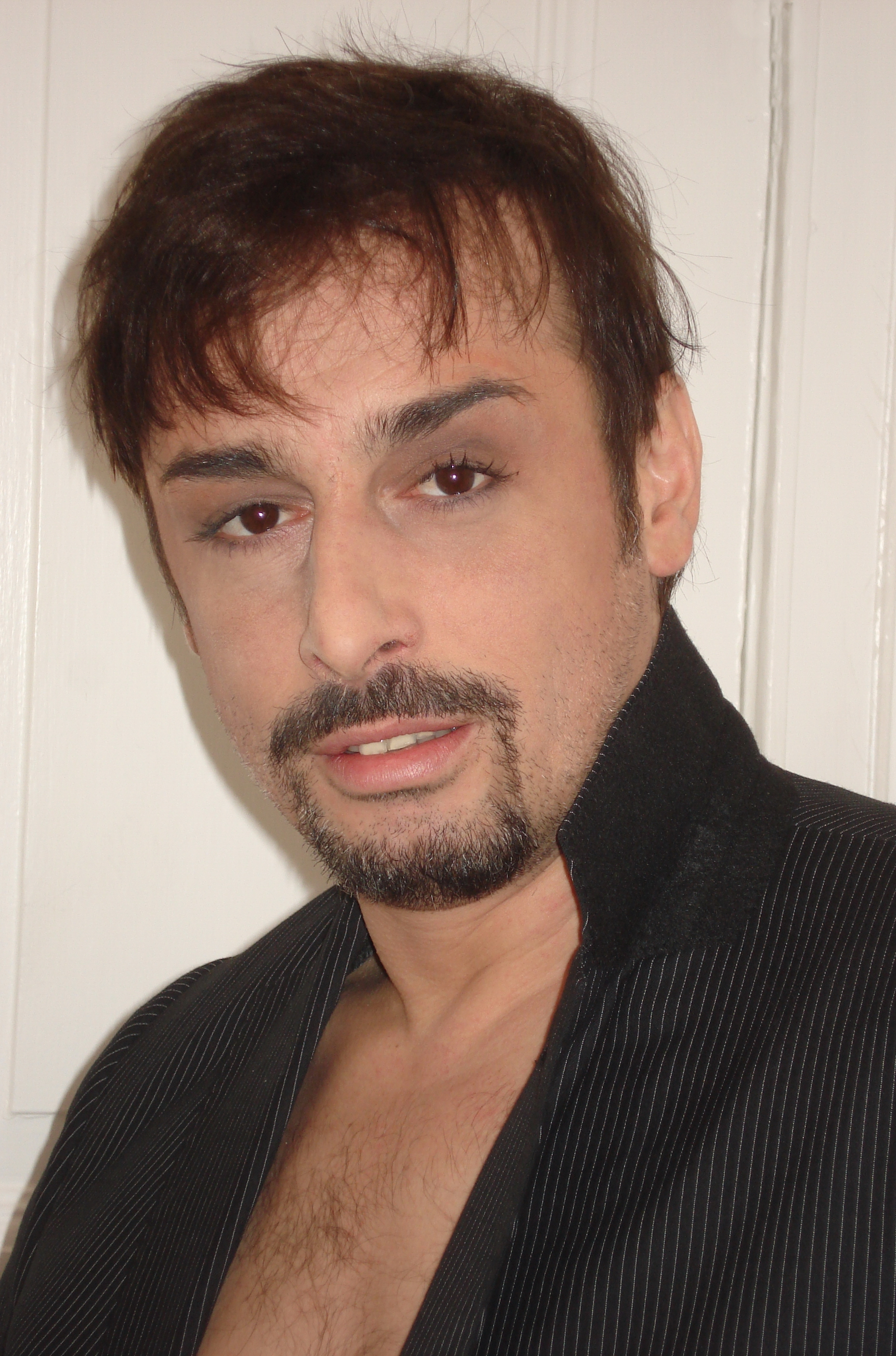
André Höhl (2009)

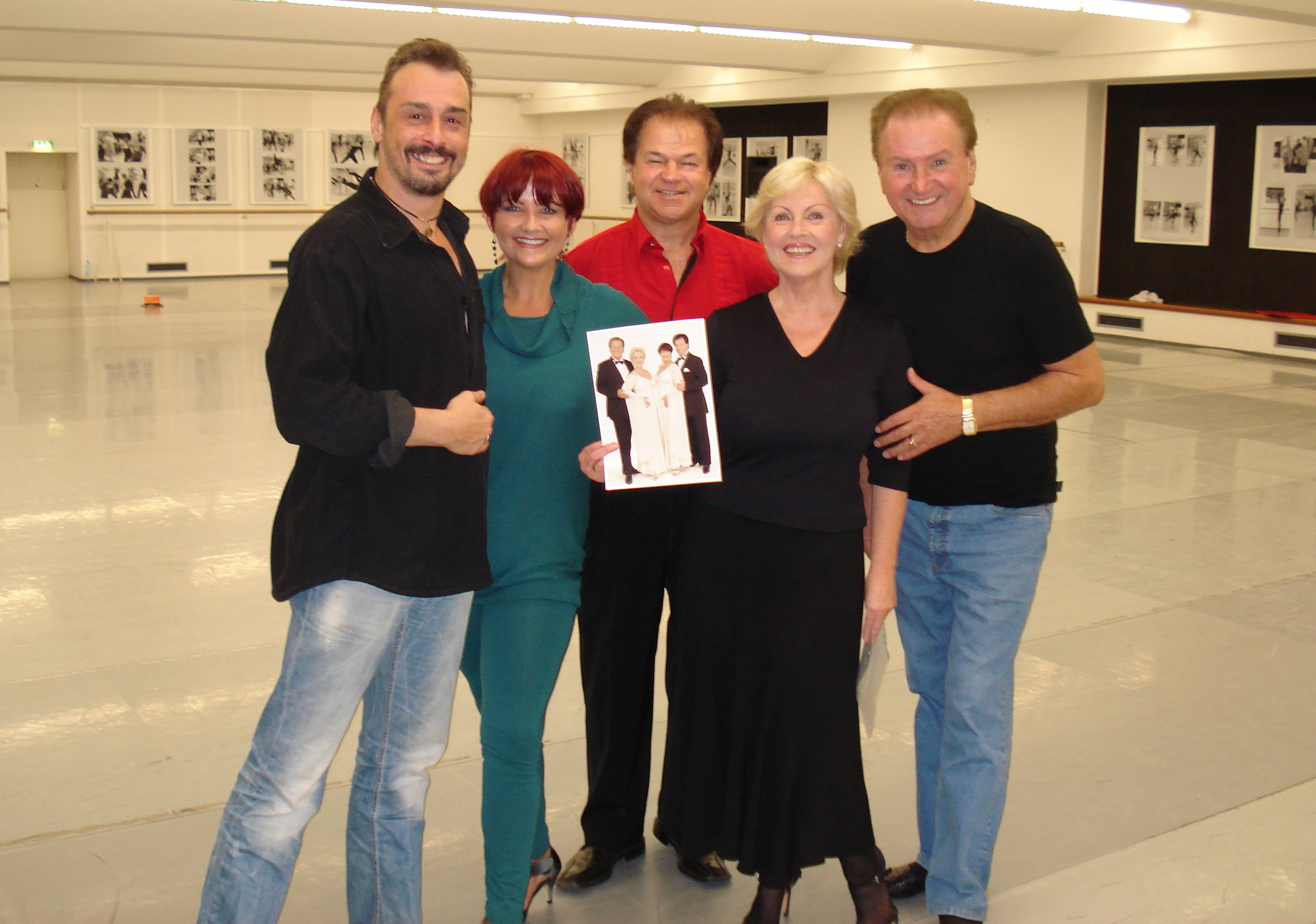
André Höhl als Choreograph im Probensaal des Deutschen Fernsehballetts (2009)

André Höhl (* 29. Mai 1967 in Leipzig) ist ein deutscher Tänzer, Kabarettist und Schauspieler.

## Leben und Wirken
André Höhl wuchs in der Nähe von Leipzig auf. Nach dem Abitur absolvierte er eine klassische Ausbildung im Balletttanz, Pas de deux, Jazz und zusätzlich in der Sparte Spanische Folklore an der Staatlichen Ballettschule in Leipzig. Während der Zeit der Ausbildung wurde er am Opernhaus Leipzig in verschiedenen Aufgaben auf der Bühne besetzt. Zudem nahm er auch an Tanzwettbewerben innerhalb der DDR teil. Zum Abschluss der Ausbildung legte er sein Staatsexamen im tanzpraktischen Bereich ab. Zusätzlich zu diesem künstlerischen Studium legte er ein zweites Staatsexamen im Fach Literatur ab.
Nach seinem Studium war er seit 1986 für drei Jahre in einem festen Engagement am Opernhaus in Leipzig. 1989 wechselte er dann zum Deutschen Fernsehballett des Fernsehens der DDR. Bald wurde er zum Solisten dieses Balletts berufen. Er arbeitete seitdem mit den Choreografen Ferenc Salmayer, Emöke Pöstenyi, Ophelia Vilarova, Jana Torneva und anderen zusammen.
Mit dem Ende des Fernsehens der DDR am 31. Dezember 1991 war seine weitere Tätigkeit beim Fernsehballett zunächst gefährdet, durch den Neustart und die Ansiedelung des Balletts beim MDR ist er weiterhin als Solist in Produktionen des MDR, der ARD und des ZDF zu sehen.
Mit dem Fernsehballett tanzte er unter anderem mit den Künstlerinnen Marika Rökk (als letzter Tanzpartner), mit Ute Lemper, Dagmar Frederic, Petra Kusch-Lück, Helga Hahnemann, Marlène Charell, Helene Fischer, Dagmar Koller und Stefanie Hertel.
André Höhl engagiert sich auch immer wieder bei der Choreografie von Programmen mit jungen Tanzensembles.
In einer Ausgabe des Langen Samstags des MDR-Fernsehens zeigte er sich im März 2007 auch als Schauspieler im komischen Fach. Neben der Kabarettistin Katrin Weber trat er in der MDR-Silvestershow 2007 und im Februar 2008 beim Langen Samstag „Der große Witze-Abend“ neben Dieter Bellmann als Kabarettist auf. Im Juli 2008 sendete der MDR die Show „Rote Lippen soll man küssen“, in der Höhl als Sketchpartner von René Koch auftrat. Seit Anfang 2009 ist Höhl Stammgast in der Sketchshow „Wie witzig, Frau Weber!“ im MDR. 